# Final da Copa do Mundo de Clubes da FIFA de 2014

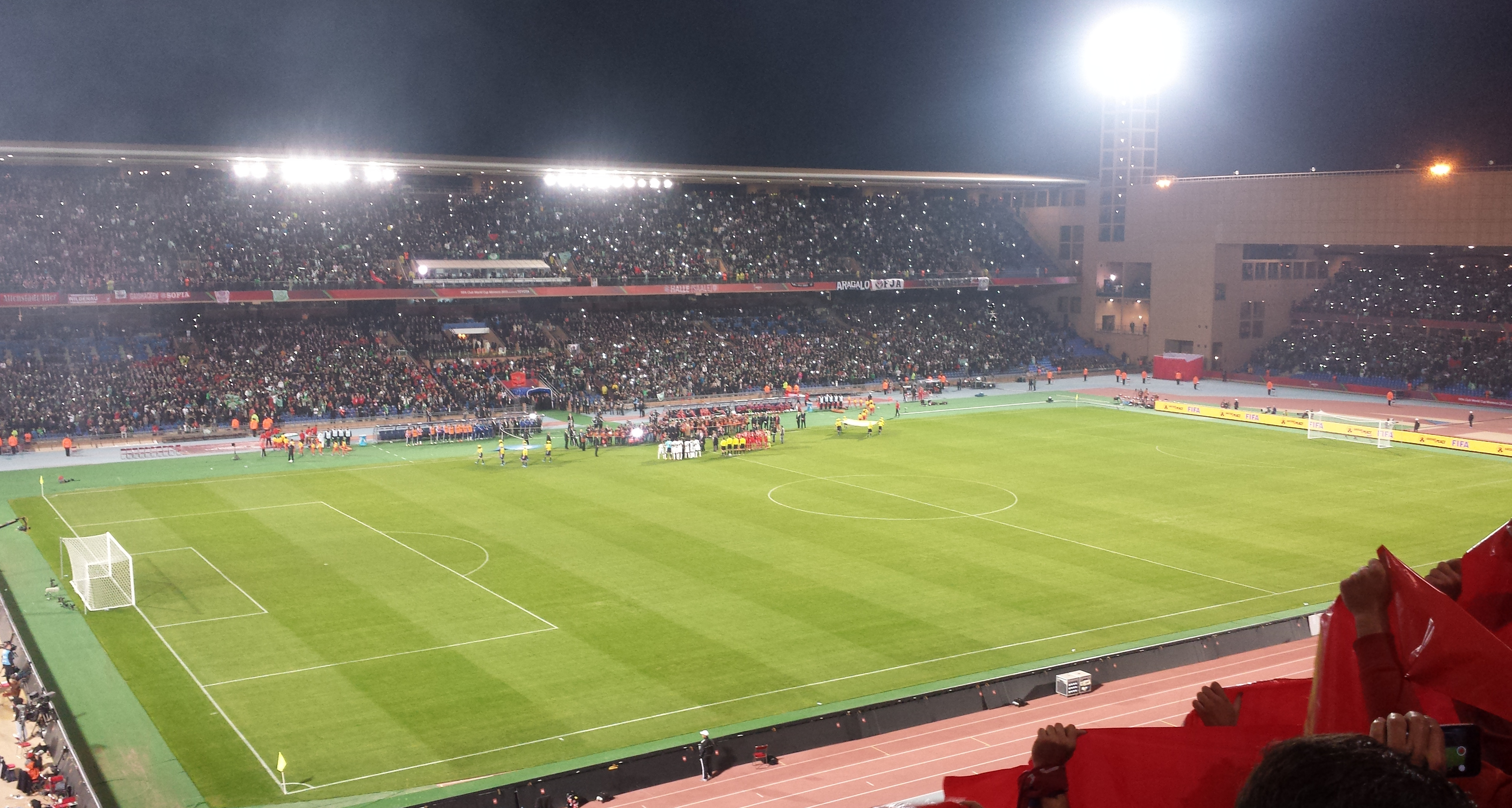
Stade de Marrakech, sede da final.

A Final da Copa do Mundo de Clubes da FIFA de 2014 foi a 11ª final desta competição, realizada anualmente pela FIFA. Foi disputada no Stade de Marrakech, em Marrakech, no dia 20 de dezembro.

## Caminhos até a final
| San Lorenzo   | San Lorenzo  | Copa do Mundo de Clubes da FIFA de 2014 | Real Madrid  | Real Madrid  |
| Time          | Resultado    | Copa do Mundo de Clubes da FIFA de 2014 | Time         | Resultado    |
| ------------- | ------------ | --------------------------------------- | ------------ | ------------ |
| Não disputou  | Não disputou | Play-off                                | Não disputou | Não disputou |
| Não disputou  | Não disputou | Quartas de Final                        | Não disputou | Não disputou |
| Auckland City | 2 – 1 (pro)  | Semifinais                              | Cruz Azul    | 4 – 0        |

## A partida

### O Jogo
O San Lorenzo veio para a partida disposto a marcar o Real Madrid e jogar por uma bola. A tática deu certo por boa parte da etapa inicial, mas o time Merengue mostrou que não é bom apenas com a bola na grama e mostrou sua força na jogada aérea. A equipe argentina chegou firme em todas as jogadas, cometendo algumas faltas fortes e conseguindo deixar os jogadores do Real "pilhados". Em dados momentos, Kroos e Sergio Ramos se estranharam com os marcadores. Com a bola rolando, o Real manteve maior posse de bola, mas não conseguiu criar jogadas perigosas por meio de infiltrações, devido ao forte esquema defensivo do San Lorenzo, que, por sua vez, também não ofereceu riscos a Casillas. As alternativas espanholas, então, passaram a ser chutes a distância e bolas paradas.
Aos 27, Cristiano Ronaldo avançou pelo meio, pedalou e soltou para Benzema.  Ele chutou forte e rasteiro, mas Torrico, em dois tempos, defendeu. Já aos 35, Kalinski errou o passe e entregou a bola para Benzema. Ele disparou pelo meio e rolou para Bale, na esquerda. Ele bateu para o gol e Torrico agarrou. Era pressão do Real Madrid. Aos 37, o paredão argentino foi furado. Kroos bateu escanteio pela esquerda e Sergio Ramos subiu livre na pequena área cabeceou para o fundo do gol: 1 a 0.
O Real Madrid voltou para o segundo tempo com o mesmo ritmo, buscou o segundo gol e o conseguiu logo. Aos 5 minutos, Isco acionou Bale dentro da área pelo lado direito. Ele recebeu, ajeitou para a canhota e chutou fraco. Torrico aceitou e a bola entrou devagar: 2 a 0. O San Lorenzo atacou, tentou diminuir, enquanto o Real Madrid se retrancava e buscava ampliar nos contra-ataques. Porém, nenhuma das equipes chegaram ao gol. O Real Madrid agora sim era campeão mundial com chancela da FIFA, título este, conquistado até então, por apenas um clube espanhol, o Barcelona.

### Detalhes da partida
| 20 de dezembro | Real Madrid          | 2 – 0     | San Lorenzo | Stade de Marrakech, Marrakech             |
| 19:30          | Ramos 37' · Bale 51' | Relatório |             | Público: 38 345 Árbitro: GUA Walter López |

| Real Madrid | San Lorenzo |

| G               | 1  | Iker Casillas       |  |     |
| LD              | 15 | Daniel Carvajal 30' |  | 73' |
| Z               | 3  | Pepe                |  |     |
| Z               | 4  | Sergio Ramos 22'    |  | 89' |
| LE              | 12 | Marcelo             |  | 44' |
| M               | 8  | Toni Kroos          |  |     |
| M               | 10 | James Rodríguez     |  |     |
| M               | 23 | Isco                |  |     |
| A               | 11 | Gareth Bale         |  |     |
| A               | 9  | Karim Benzema       |  |     |
| A               | 7  | Cristiano Ronaldo   |  |     |
| Substituições:  |    |                     |  |     |
| GK              | 13 | Keylor Navas        |  |     |
| GK              | 25 | Fernando Pacheco    |  |     |
| DF              | 2  | Raphaël Varane      |  | 89' |
| DF              | 5  | Fábio Coentrão      |  | 44' |
| DF              | 17 | Álvaro Arbeloa      |  | 73' |
| DF              | 18 | Nacho               |  |     |
| MF              | 6  | Sami Khedira        |  |     |
| MF              | 24 | Asier Illarramendi  |  |     |
| MF              | 26 | Álvaro Medrán       |  |     |
| FW              | 14 | Javier Hernández    |  |     |
| FW              | 20 | Jesé                |  |     |
| Treinador:      |    |                     |  |     |
| Carlo Ancelotti |    |                     |  |     |

| G              | 12 | Sebastián Torrico    |  |     |
| L              | 3  | Mario Yepes          |  | 61' |
| D              | 7  | Julio Buffarini 55'  |  |     |
| D              | 14 | Walter Kannemann 85' |  |     |
| L              | 21 | Emmanuel Mas         |  |     |
| V              | 20 | Néstor Ortigoza 12'  |  |     |
| V              | 5  | Juan Mercier         |  |     |
| M              | 8  | Enzo Kalinski        |  |     |
| M              | 30 | Gonzalo Verón        |  | 57' |
| A              | 11 | Pablo Barrientos 16' |  |     |
| A              | 9  | Martín Cauteruccio   |  | 68' |
| Substituições: |    |                      |  |     |
| GK             | 1  | Leo Franco           |  |     |
| GK             | 33 | José Devecchi        |  |     |
| DF             | 2  | Mauro Cetto          |  | 61' |
| DF             | 13 | Ramiro Arias         |  |     |
| DF             | 27 | Matías Catalán       |  |     |
| DF             | 29 | Fabricio Fontanini   |  |     |
| MF             | 10 | Leandro Romagnoli    |  | 57' |
| MF             | 24 | Juan Cavallaro       |  |     |
| MF             | 31 | Facundo Quignon      |  |     |
| FW             | 15 | Héctor Villalba      |  |     |
| FW             | 22 | Nicolás Blandi       |  |     |
| FW             | 26 | Mauro Matos          |  | 68' |
| Treinador:     |    |                      |  |     |
| Edgardo Bauza  |    |                      |  |     |

| Bandeirinhas: CRC Leonel Leal GUA Gerson Lopez Quarto árbitro: CIV Noumandiez Doué |

## Premiações
| Copa do Mundo de Clubes da FIFA 2014 |
| Espanha                              |
| ------------------------------------ |
| Real Madrid Campeão (1º título)      |

Fair Play
| Fair play | Real Madrid |

### Individuais
| Bola de Ouro               | Bola de Prata                   | Bola de Bronze                | Melhor Jogador da partida  |
| -------------------------- | ------------------------------- | ----------------------------- | -------------------------- |
| Sergio Ramos (Real Madrid) | Cristiano Ronaldo (Real Madrid) | Ivan Vicelich (Auckland City) | Sergio Ramos (Real Madrid) |